# جیمز سیمور برت
جیمز سیمور برت (انگلیسی: James Seymour Brett؛ زادهٔ ۳ آوریل ۱۹۷۴) موسیقی‌دان و آهنگساز اهل بریتانیا است. وی از سال ۱۹۹۷ میلادی تاکنون مشغول فعالیت بوده‌است.
از فیلم‌ها یا مجموعه‌های تلویزیونی که وی در آن‌ها نقش داشته‌است، می‌توان به زندگی و مرگ پیتر سلرز، طلسم الا، بیگانه علیه غارتگر، جزیره، خاطرات پرستار بچه، تبدیل‌شوندگان، قطب‌نمای طلایی، ۱۰۰۰۰ سال پیش از میلاد، ۲۰۱۲، گمنام، یک شانس، سقوط کاخ سفید،  اوسیج کانتی، در دل دریا، روز استقلال: بازخیز، قول، بیگانه: کاوننت، ذخیره مورد علاقه، هکس، پاسگاه، سیاره ۵۱ و چشم‌به‌راه آنیا اشاره نمود.